# Флосман, Олдрих
Олдржих Флосман (чеш. Oldřich Flosman; 5 апреля 1925, Пльзень, Чехословакия — 12 октября 1998, Прага) — чешский и чехословацкий композитор. Народный артист (художник) ЧССР (1985). Лауреат Государственной премии имени Клемента Готвальда (1974).

## Биография
До 1950 года учился в Пражской консерватории. Ученик Карела Янечека, продолжил учёбу в Пражской Академии исполнительских искусств под руководством Павла Боржковца (композиция).
Затем работал в музыкальном ансамбле Чехословацкой армии им. Вита Неедлы, в 1960—1962 годах был его художественным руководителем и директором.
После сосредоточился на творческой деятельности, в 1972—1989 годах был директором Ассоциации защиты авторских прав.
В 1985 году ему было присвоено звание Народного артиста (художника) ЧССР.
Автор 4-х симфоний, оркестровых произведений, камерной и концертной музыки, музыки для балета и др.

## Избранные музыкальные сочинения
- 1964 — симфония № 1 для оркестра
- 1974 — симфония № 2 для оркестра
- 1984 — симфония № 3 для женского хора и оркестра
- 1979 — симфонический концерт для фортепиано с оркестром.
- Концертино для фагота с оркестром

## Награды
- 1974 — Государственная премия имени Клемента Готвальда.
- 1975 — Медаль за заслуги в социалистическом строительстве
- 1975 — Орден Труда
- 1979 — Заслуженный артист ЧССР.
- 1985 — Народный артист ЧССР.